# 旺旺仙貝

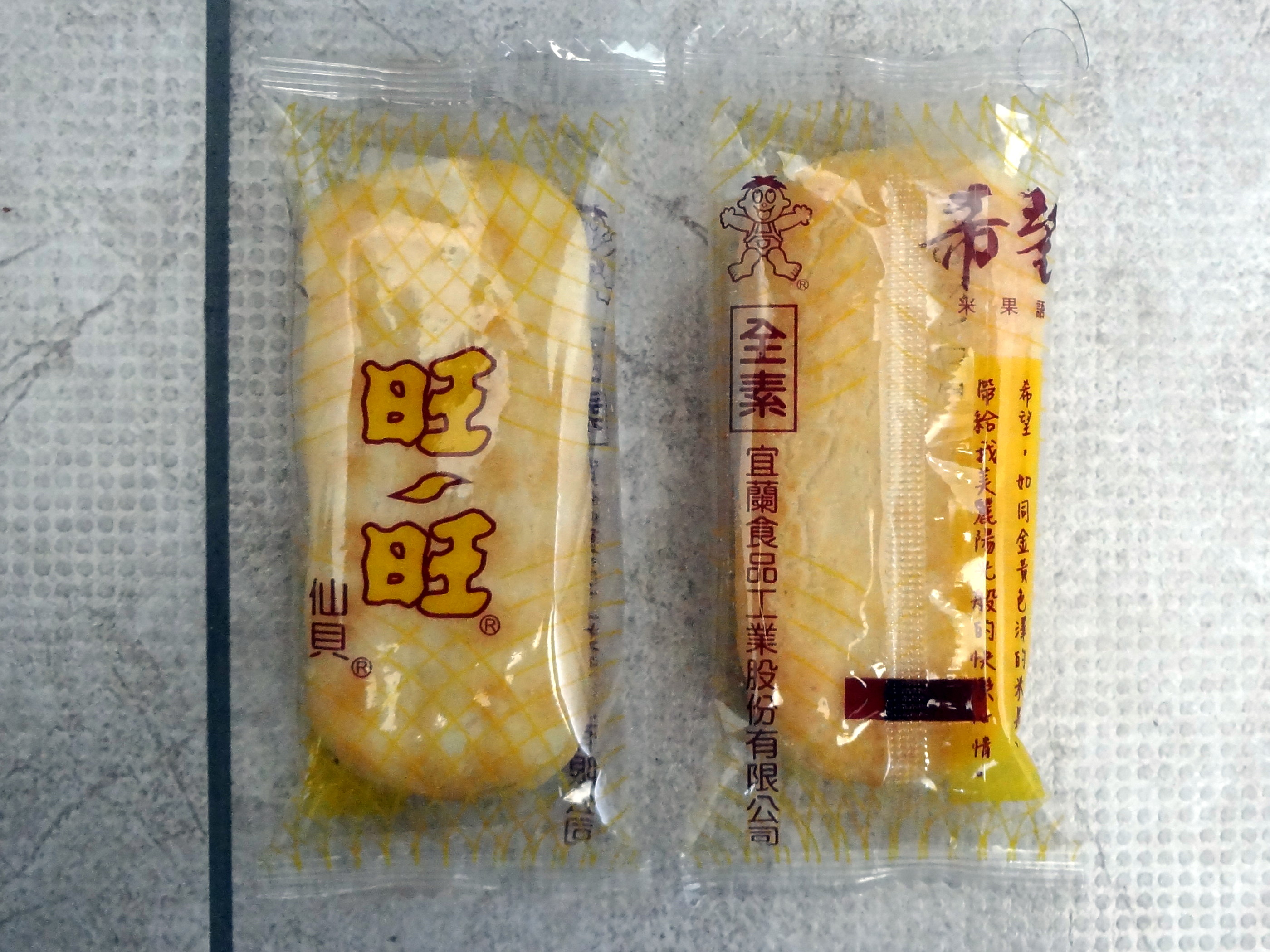
旺旺仙貝2片小包裝

旺旺仙貝是一種使用稻米，經過揉碾成粿，高溫烘培，再加上調味粉所製成的包裝仙貝；屬於旺旺集團旗下產品。

## 历史
1970年代末，蔡衍明接任旺旺集团董事长，并在1983年与岩塚製菓株式会社进行技术合作，在开发台湾的仙贝市场的同时打造自己的品牌，迅速取得市场领先地位。
1989年「旺旺」品牌進入中國境內市場，此後數年，旺旺從一家單一米果公司發展為多元化的食品及飲料公司。

## 爭議與問題
2010年8月5日，中國國家質檢總局公佈2010年第二批產品質量國家監督抽查結果，其中山東濰坊瑞麥食品有限公司生產的旺旺仙貝質量抽檢不合格。
2012年9月1日，全台籠罩在反旺中的氛圍時，商標上的旺旺兩字被拿掉，懷疑是是旺旺怕在中元旺季影響銷量，才偷偷改包裝。

## 註冊商標
「仙貝」為旺旺集團旗下宜蘭食品註冊商標，亦即華文地區，只有宜蘭食品及其旺旺品牌，才能合法使用仙貝作為產品名稱。